# Medizinische Universität Białystok

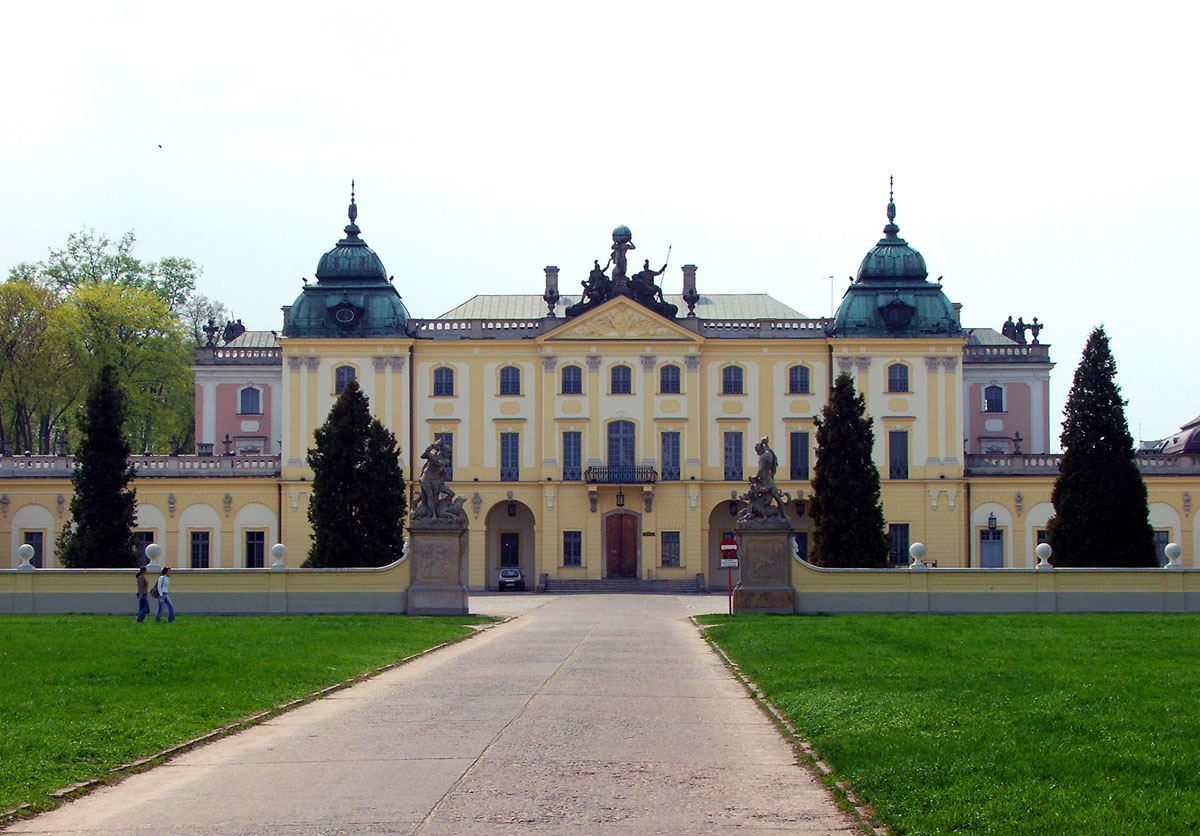
Das Rektorat im Branicki-Palast

Die Medizinische Universität Białystok (polnisch: Uniwersytet Medyczny w Białymstoku) ist eine medizinische Universität in der polnischen Stadt Białystok mit etwa 4.700 Studenten (2008).
Die Medizinische Universität Białystok wurde am 3. Februar 1950 als Medizinischen Hochschule Białystok gegründet. Rektor der Universität ist Adam Krętowski.